# Joseph A. Wright

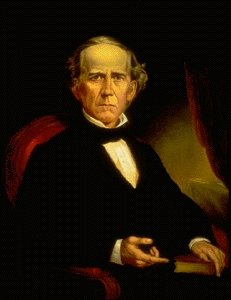
Joseph A. Wright

Joseph Albert Wright, född 17 april 1810 i Washington, Pennsylvania, död 11 maj 1867 i Berlin, Preussen, var en amerikansk demokratisk politiker och diplomat. Han var den tionde guvernören i delstaten Indiana 1849-1857. Han representerade Indiana i båda kamrarna av USA:s kongress, först i representanthust 1843-1845 och sedan i senaten 1862-1863.
Wright utexaminerades från Indiana University. Han studerade därefter juridik och inledde sin karriär som advokat i Parke County. Han var 1840 ledamot av delstatens senat. Han blev 1842 invald i USA:s representanthus. Han kandiderade två år senare till omval men förlorade valet.
Wright besegrade 1849 whigpartiets John A. Maston i guvernörsvalet. Han omvaldes 1852. Den andra mandatperioden var längre än den första efter att Indianas konstitution 1851 ändrades. Mandatperioden förlängdes från tre år till fyra och tidpunkten när guvernören tillträder flyttades från december till januari. Wright var chef för USA:s diplomatiska beskickning i Preussen 1857-1861 och 1865-1867.
Wright blev 1862 utnämnd till senaten efter att Jesse D. Bright avskedades. Han efterträddes följande år av David Turpie.
Wright var metodist. Hans grav finns på Green-Wood Cemetery i Brooklyn.